# یواس‌اس جاکامار (ای‌ام‌سی-۴۷)
یواس‌اس جاکامار (ای‌ام‌سی-۴۷) (به انگلیسی: USS Jacamar (AMc-47)) یک کشتی بود که طول آن ۹۷ فوت ۱ اینچ (۲۹٫۵۹ متر) بود. این کشتی در سال ۱۹۴۱ ساخته شد.